# Microcercus gorongozae
Microcercus gorongozae is een pissebed uit de familie Eubelidae. De wetenschappelijke naam van de soort is voor het eerst geldig gepubliceerd in 1983 door Taiti & Ferrara.